# Brives-sur-Charente
Brives-sur-Charente är en kommun i departementet Charente-Maritime i regionen Nouvelle-Aquitaine i västra Frankrike. Kommunen ligger  i kantonen Pons som ligger i arrondissementet Saintes. År 2022 hade Brives-sur-Charente 219 invånare.

## Befolkningsutveckling
Antalet invånare i kommunen Brives-sur-Charente
Referens:INSEE